# Chiara Tenerini
Chiara Tenerini (San Miniato, 8 dicembre 1972) è una politica italiana.

## Biografia
Nata a San Miniato, è cresciuta a Cecina, dove è stata eletta consigliera comunale nel giugno 2019 con Forza Italia e ha ricoperto la carica di vicepresidente del consiglio. È stata per due volte candidata al Consiglio regionale della Toscana nel 2015 e nel 2020 per la provincia di Livorno, senza risultare eletta.
Alle elezioni politiche del 2022 viene eletta deputata nel collegio uninominale di Livorno con il 35,9% dei voti.